# Arbeitsrecht (Frankreich)
In Frankreich bezeichnet Arbeitsrecht (droit du travail) die Gesamtheit der Rechtsnormen, die auf die individuellen und kollektiven privatrechtlichen Beziehungen zwischen Arbeitgebern und ihren bezahlten Angestellten anzuwenden sind.
Wichtigste Rechtsquelle des Arbeitsrechts ist der Code du travail von 1910, der zuletzt 2008 umfassend reformiert wurde. Daneben bestehen zahlreiche Sondergesetze und Tarifverträge. Für das Arbeitsrecht besteht in Frankreich eine eigene Arbeitsgerichtsbarkeit. Die Vertragsfreiheit ist in zahlreichen Punkten eingeschränkt. So sind beispielsweise die Vorschriften zum gesetzlichen Mindestlohn, dem SMIC, zwingendes Recht.
Ebenfalls zum Arbeitsrecht zählen im französischen wie im europäischen Gemeinschaftsrecht das Recht der sozialen Sicherheit (droit social), das nach deutschem Recht als Sozialrecht bezeichnet wird. Umstritten ist dagegen, ob auch das Recht der Sozialhilfe (aide social) zum Arbeitsrecht zu rechnen ist.

## Geschichte
Die Ursprünge des heutigen französischen Arbeitsrechts gehen zurück bis zur französischen Revolution.
1791 wurde in Frankreich der Zunftzwang abgeschafft und die Zünfte per Gesetz verboten, die bis dahin in vielen Branchen das Arbeitsverhältnis zwischen Arbeiter und Meister geregelt hatten. Der 1804 von Napoleon eingeführte Code civil war stark geprägt vom liberalen Zeitgeist der französischen Revolution und überließ den Vertragsparteien des Arbeitsvertrages, gemäß dem Prinzip der Privatautonomie, die Vertragskonditionen selbst zu bestimmen. 
Durch die industrielle Revolution verschob sich die Verhandlungsmacht stark zu Gunsten der Arbeitgeber, die den Arbeitern die Vertragskonditionen frei diktieren konnten. Die Folge waren katastrophale Arbeitsbedingungen des Proletariats, die der französische Staat 1841 durch ein erstes soziales Gesetz bezüglich der Arbeit von Frauen und Kindern kaum merklich zu verbessern suchte. Doch erst zu Zeiten der dritten Republik entwickelte sich ein nennenswertes Arbeitsrecht.
Eine wichtige Etappe war die Schaffung einer Arbeitsinspektion im Jahr 1874, die die Überprüfung der Einhaltung der Gesetze ermöglichte, sowie ein Gesetz desselben Jahres, das erneut die Verbesserung der Arbeitsbedingungen von Frauen und Kindern zum Ziel hatte. Weitere wichtige Etappen waren das Recht, Gewerkschaften zu bilden (1884), die Einführung einer gesetzlichen Unfallversicherung (1898) sowie die Einführung des Code du travail (1910).
1919 wurde die 48-Stunden-Woche (8-Stunden-Tag) eingeführt, außerdem wurden die Tarifverträge per Gesetz definiert. Unter der Front populaire mit Léon Blum als Ministerpräsident wurde das französische Arbeitsrecht weiterentwickelt: 1936 wurde die 40-Stunden-Woche eingeführt, außerdem wurde erstmals jedem Angestellten das Recht auf bezahlte Urlaubstage zugesprochen.
Nach dem Zweiten Weltkrieg verkündete die Präambel der IV. Republik, die noch heute zum bloc de constitutionnalité zählt, neben den politischen Rechten auch die sozialen Rechte und machte aus Frankreich eine unteilbare, laizistische, demokratische und soziale Republik. Im Jahr 1950 wurde ein flächendeckender Mindestlohn eingeführt, der SMIG, ein Vorläufer des SMIC. Nach den Mai-Unruhen 1968 sahen die Gewerkschaften nach Verhandlungen mit Regierung und Arbeitgeberverbänden ihre Rolle innerhalb der Unternehmen gestärkt.